# Westonzoyland
Westonzoyland is een civil parish in het bestuurlijke gebied Sedgemoor, in het Engelse graafschap Somerset met 1801 inwoners.